# Ali Benarbia
Ali Benarbia (* 8. Oktober 1968 in Oran, Algerien) ist ein ehemaliger algerisch-französischer Fußballspieler.

## Vereinskarriere
Im Alter von drei Jahren kam Benarbia mit seiner Familie aus Algerien nach Frankreich und begann dort 1985 seine Profikarriere beim Zweitligisten FC Martigues. 1993 stieg er mit dem Klub in die Division 1 auf, in der er für die Mannschaft aus der Provence in 65 Punktspielen neun Treffer erzielte. 1995 wechselte Benarbia zur AS Monaco, mit der er am Ende seiner zweiten Saison die französische Meisterschaft und die Trophée des Champions gewann. 1999 folgte ein zweiter Meistertitel mit Girondins Bordeaux. In beiden Meisterschaftsjahren wurde er auch als Spieler des Jahres der Division 1 ausgezeichnet, 1997 mit der von der Fachzeitschrift France Football verliehenen Étoile d’Or, zwei Jahre später mit der Trophée UNFP, bei der die Spieler der beiden obersten französischen Spielklassen ihr Votum abgeben. Ab 1999 spielte Benarbia für den Hauptstadtklub Paris Saint-Germain, für den er sich trotz der persönlich sehr erfolgreichen Saison in Bordeaux entschieden hatte, weil er ihn für „einen der fünf Top-Clubs in Europa“ hielt. 2001 beschloss er dennoch, ins Ausland zu wechseln.
Auf dem Rückweg von einem enttäuschenden Probetraining beim AFC Sunderland – weil Cheftrainer Peter Reid bei der Trainingseinheit nicht zugegen war, sollte er an einer weiteren teilnehmen, was Benarbia ablehnte – stoppte er bei Manchester City, um Alioune Touré zu treffen, und wurde dort spontan von Trainer Kevin Keegan eingeladen, am Nachmittagstraining teilzunehmen. Bei Manchester City hatte sich erst kurz zuvor der Spielmacher Eyal Berkovic verletzt, und Keegan erkannte schnell, mit dem Algerier, den er bereits von einem Aufeinandertreffen im UEFA-Pokal-Viertelfinale 1996/97 kannte, als Benarbia zwei Treffer gegen Keegans Newcastle United erzielte, passenden Ersatz gefunden zu haben. Am 14. September 2001 wurde er ablösefrei unter Vertrag genommen und debütierte bereits einen Tag später bei einem Heimspiel gegen Birmingham City, als er zwei Tore beim 3:0-Erfolg vorbereitete. Benarbia war in den folgenden Monaten ein Schlüsselspieler des Teams, als City mit 99 Punkten und 108 erzielten Toren souverän als Zweitligameister die Rückkehr in die Premier League gelang. Mit seinen technischen und spielerischen Fähigkeiten, die weit über dem Niveau der englischen Zweitklassigkeit lagen, wurde er umgehend zum Publikumsliebling. Nachdem Berkovic von seiner Verletzungspause zurückgekehrt war, ließ Keegan fortan in einem 3-5-2-System mit zwei Spielmachern spielen, von denen insbesondere die Stürmer Shaun Goater (28 Tore), Darren Huckerby (20 Tore) und Paulo Wanchope (12 Tore) massiv profitierten. Am Saisonende wählten die City-Fans Benarbia zum „Spieler des Jahres“ und er war neben Berkovic und Goater einer von drei City-Spielern im „PFA First Division Team of the Year“.
Nach dem Aufstieg übernahm Benarbia vom zurückgetretenen Stuart Pearce die Kapitänsbinde. Keegan setzte auch in der Premier League zunächst auf bedingungslose Offensive, musste aber bald feststellen, dass das Mittelfeld defensiv nicht den Ansprüchen genügte. Der Manager entschied sich nach dem zehnten Spieltag, als der Klub auf einen Abstiegsplatz abgerutscht war, für ein defensiveres Spielsystem, in dem Berkovic den Vorzug erhielt. Erst in der Rückrunde kam Benarbia wieder vermehrt in der Startelf zum Einsatz und beendete die Saison mit Manchester auf dem neunten Rang. Während der Saisonvorbereitung im Sommer 2003 löste Benarbia seinen Vertrag mit Manchester auf und verkündete sein Karriereende, das allerdings nur wenige Tage Bestand hatte. Stattdessen ließ er seine Karriere in Katar ausklingen, zunächst für zwei Jahre beim Al-Rayyan SC – unter anderem an der Seite von Mario Basler, Fernando Hierro sowie Frank und Ronald de Boer – und anschließend noch eine Saison beim Qatar SC. In dieser Zeit empfahl er seinem Ex-Verein Manchester City auch mehrfach in Katar tätige Spieler, darunter Hussein Yasser und Pep Guardiola, die jeweils zu Probetrainings eingeladen wurden. Im Fall von Yasser führte diese Empfehlung auch zu einer Verpflichtung.

## Erfolge
mit seinen Vereinen
- Französischer Meister: 1996/97, 1998/99
- Französischer Zweitligameister: 1992/93
- Trophée des Champions: 1997
- Englischer Zweitligameister: 2001/02

Individuell
- Étoile d’Or: 1996/97
- Trophées UNFP du football: 1998/99
- PFA First Division Team of the Year: 2001/02
- Manchester City Player of the Year: 2001/02